# فنذخ (بني حشيش)

تعديل مصدري - تعديل

فنذخ هي إحدى قرى عزلة عضران بمديرية بني حشيش التابعة لمحافظة صنعاء، بلغ تعداد سكانها 1120 نسمة حسب تعداد اليمن لعام 2004.